# Spilosoma barteli
Spilosoma barteli är en fjärilsart som beskrevs av Krulikovski 1909. Spilosoma barteli ingår i släktet Spilosoma och familjen björnspinnare. Inga underarter finns listade i Catalogue of Life.